# Buna jezik
Buna jezik (ISO 639-3: bvn), jezik torricellske porodice, kojim govori oko 750 ljudi (2003 SIL) u Papui Novoj Gvineji u provinciji East Sepik, distrikt Angoram.
Buna pripada podskupini marienberg. Postoje dva dijalekta od kojih se svaki govori u nekoliko sela, to su kasmin u selima Kasmin, Boig, Waskurin i Arapang, i drugi, masan, u selima Masan, Mangan i Garien.

## Vanjske poveznice
- Ethnologue (14th)
- Ethnologue (15th)